# Vipavska dekanija
Vipavska dekanija je rimskokatoliška dekanija škofije Koper, ki zajema naslednje župnije:
- Župnija Ajdovščina
- Župnija Batuje
- Župnija Budanje
- Župnija Col
- Župnija Črniče
- Župnija Goče
- Župnija Kamnje
- Župnija Lokavec
- Župnija Otlica
- Župnija Planina
- Župnija Podkraj
- Župnija Podnanos
- Župnija Šturje
- Župnija Vipava
- Župnija Vipavski Križ
- Župnija Vrhpolje

Sedanji dekan je ajdovski župnik Franc Likar.